# نوکاردیا ایگنوراتا
نوکاردیا ایگنوراتا یک گونه از باکتری‌های جنس نوکاردیا است. این باکتری می‌تواند عامل نوکاردیوز شود. تنها سویه آن دارای مشخصات
IMMIB R-1434T (= DSM 44496T = NRRL B-24141T) می‌باشد. این باکتری از خاک کویت و ریه یک بیمار در اروپا جدا شده می‌تواند باعث بیماری نوکاردیوز شود.